# マクラーレン・M19A
マクラーレン・M19A (McLaren M19A) は、マクラーレンが1971年から1973年のF1世界選手権に投入したフォーミュラ1カー。M19CはM19Aの改良型で、1972年および1973年に使用された。

## 設計
ゴードン・コパックがインディ500用のマクラーレン・M16の設計を担当していたため、1971年シーズン用のF1マシンはラルフ・ベラミーが担当した。その結果「The Alligator Car」のニックネームを持つ別の車が出来上がった。このニックネームの理由となった梨地のコクピット側面は、3つの燃料タンクの内2つをドライバーの横に配置した結果であった。
M19Aは前後のサスペンションにインボード式のコイルオーバーショックを採用し、それはスプリングが圧縮されるにつれてスプリングレートが増加する揺動リンクを介して作動した。この揺動リンクは従来システムを採用するM19Cでは使用されなかった。M19AとM19Cはどちらもコスワース DFVをミッドマウントで搭載し、ヒューランドの5速マニュアルギアボックスを採用した。

## レース戦歴

### 1971
M19Aはデニス・ハルムのドライブで1971年南アフリカグランプリにデビューした。ピーター・ゲシンは引き続いてM14Aをドライブし、2台目のM19Aはオランダグランプリに投入された。ゲシンがBRMに移籍した後、ジャッキー・オリバーがオーストリアグランプリで2台目のM19Aをドライブした。ハルムはカナダグランプリでM19Aの初のファステストラップを記録した。しかしM19Aはシーズンを通して信頼性が低く、コンストラクターズランキングは6位に終わった。
ワークス以外もM19Aを使用した。カナダグランプリおよびアメリカグランプリではペンスキー-ホワイト・レーシングがM19Aを走らせ、カナダではマーク・ダナヒューがF1デビューし3位に入った。デヴィッド・ホッブスはアメリカグランプリで10位となった。

### 1972

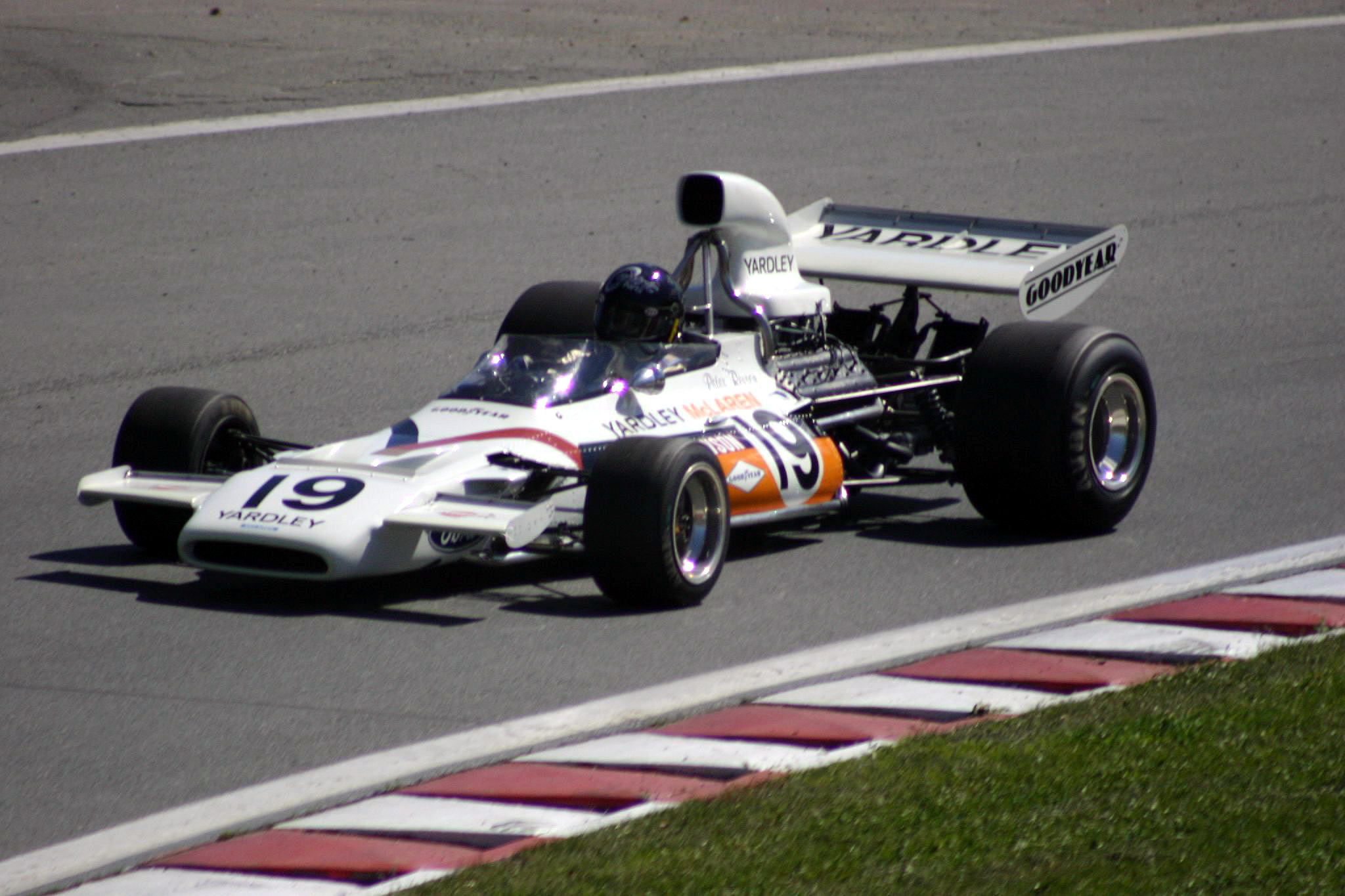
ピーター・レブソンのマクラーレン・M19C、2004年カナダグランプリにおけるデモ走行

マクラーレンは1972年シーズンに向けて、新スポンサーとして化粧品会社ヤードレー・オブ・ロンドンを獲得した。マシンはヤードレーのスポンサーカラーである白に塗り替えられ、車体側面の燃料タンクのみ従来のオレンジ色で塗装された。
開幕戦のアルゼンチングランプリでハルムは2位に入り、幸先の良いスタートとなった。ピーター・レブソンはマクラーレンでのデビュー戦となったがリタイアに終わった。第2戦南アフリカグランプリではハルムが優勝、レブソンは3位と両者とも表彰台に上った。ハルムの優勝は自身およびマクラーレンにとって1969年メキシコグランプリ以来の優勝であった。
改良型のM19Cはモナコグランプリに投入され、ハルムがドライブした。レブソンとブライアン・レッドマンはオーストリアグランプリまでM19Aをドライブした。レブソンはカナダグランプリでポールポジションを獲得、これはマクラーレンにとって初のポールポジションであった。1971年に比べて信頼性は向上し、コンストラクターズランキングは3位となった。
後のワールドチャンピオン、ジョディ・シェクターはM19AをドライブしてアメリカグランプリでF1デビューを果たした。

### 1973
マクラーレンはハルムとレブソンのラインナップで1973年シーズンに入り、マシンはM19Cを引き続いて使用した。レブソンはブラジルグランプリではM19Aに切り替えている。ハルムは南アフリカグランプリで新型のM23をドライブした。ハルムはポールポジションを獲得、決勝は5位に入り、レブソンとシェクターはM19Cを使用、レブソンが2位、シェクターは9位となった。レブソンの2位はM19に取って13回目、最後の表彰台となった。このレースがM19に取って最後のレースとなった。

## F1における全成績
(key) （太字はポールポジション、斜体はファステストラップ）
| 年     | チーム    | エンジン                | タイヤ | ドライバー             | 1   | 2   | 3   | 4   | 5   | 6   | 7   | 8   | 9   | 10  | 11  | 12  | 13  | 14  | 15  | ポイント | 順位 |
| ------ | --------- | ----------------------- | ------ | ---------------------- | --- | --- | --- | --- | --- | --- | --- | --- | --- | --- | --- | --- | --- | --- | --- | -------- | ---- |
| 1971年 | M19A      | フォード-コスワース DFV | G      |                        | RSA | ESP | MON | NED | FRA | GBR | GER | AUT | ITA | CAN | USA |     |     |     |     | 10*      | 6位  |
| 1971年 | M19A      | フォード-コスワース DFV | G      | デニス・ハルム         | 6   | 5   | 4   | 12  | Ret | Ret | Ret | Ret |     | 4   | Ret |     |     |     |     | 10*      | 6位  |
| 1971年 | M19A      | フォード-コスワース DFV | G      | ピーター・ゲシン       |     |     |     | NC  | 9   | Ret | Ret |     |     |     |     |     |     |     |     | 10*      | 6位  |
| 1971年 | M19A      | フォード-コスワース DFV | G      | ジャッキー・オリバー   |     |     |     |     |     |     |     | 9   |     |     |     |     |     |     |     | 10*      | 6位  |
| 1972年 | M19A M19C | フォード-コスワース DFV | G      |                        | ARG | RSA | ESP | MON | BEL | FRA | GBR | GER | AUT | ITA | CAN | USA |     |     |     | 47       | 3位  |
| 1972年 | M19A M19C | フォード-コスワース DFV | G      | デニス・ハルム         | 2   | 1   | Ret | 15  | 3   | 7   | 5   | Ret | 2   | 3   | 3   | 3   |     |     |     | 47       | 3位  |
| 1972年 | M19A M19C | フォード-コスワース DFV | G      | ピーター・レブソン     | Ret | 3   | 5   |     | 7   |     | 3   |     | 3   | 4   | 2   | 18  |     |     |     | 47       | 3位  |
| 1972年 | M19A M19C | フォード-コスワース DFV | G      | ブライアン・レッドマン |     |     |     | 5   |     | 9   |     | 5   |     |     |     |     |     |     |     | 47       | 3位  |
| 1972年 | M19A M19C | フォード-コスワース DFV | G      | ジョディ・シェクター   |     |     |     |     |     |     |     |     |     |     |     | 9   |     |     |     | 47       | 3位  |
| 1973年 | M19A M19C | フォード-コスワース DFV | G      |                        | ARG | BRA | RSA | ESP | BEL | MON | SWE | FRA | GBR | NED | GER | AUT | ITA | CAN | USA | 58**     | 3位  |
| 1973年 | M19A M19C | フォード-コスワース DFV | G      | デニス・ハルム         | 5   | 3   |     |     |     |     |     |     |     |     |     |     |     |     |     | 58**     | 3位  |
| 1973年 | M19A M19C | フォード-コスワース DFV | G      | ピーター・レブソン     | 8   | Ret | 2   |     |     |     |     |     |     |     |     |     |     |     |     | 58**     | 3位  |
| 1973年 | M19A M19C | フォード-コスワース DFV | G      | ジョディ・シェクター   |     |     | 9   |     |     |     |     |     |     |     |     |     |     |     |     | 58**     | 3位  |

* 4ポイントはカスタマーチームによる。

** 1973年の36ポイントはマクラーレン・M23による。

### ノンワークス
(key) （太字はポールポジション、斜体はファステストラップ）
| 年     | チーム                          | シャシー | エンジン                | タイヤ | ドライバー           | 1   | 2   | 3   | 4   | 5   | 6   | 7   | 8   | 9   | 10  | 11  |
| ------ | ------------------------------- | -------- | ----------------------- | ------ | -------------------- | --- | --- | --- | --- | --- | --- | --- | --- | --- | --- | --- |
| 1971年 | ペンスキー-ホワイト・レーシング | M19A     | フォード-コスワース DFV | G      |                      | RSA | ESP | MON | NED | FRA | GBR | GER | AUT | ITA | CAN | USA |
| 1971年 | ペンスキー-ホワイト・レーシング | M19A     | フォード-コスワース DFV | G      | マーク・ダナヒュー   |     |     |     |     |     |     |     |     |     | 3   |     |
| 1971年 | ペンスキー-ホワイト・レーシング | M19A     | フォード-コスワース DFV | G      | デヴィッド・ホッブス |     |     |     |     |     |     |     |     |     |     | 10  |